# Ulrich von Lustnau
Ulrich von Lustnau (* vor 1100) oder Udalricus de Lustnow war um 1100 Zeuge bei einer Schenkung an das Kloster Hirsau.

## Familie

Ehemaliges Gemeindewappen von Lustnau

Seine Familie wohnte in Lustnau und hatte dort und in der Umgebung Besitz (z. B. in Pfrondorf). Es war ein Dienstmannengeschlecht der Pfalzgrafen von Tübingen, das auch von den Grafen von Hohenberg und von den Herren von Stöffeln Lehen trug. Sie führten als Wappen einen silbernen Hirschkopf mit Geweih im blauen Felde und waren verwandt mit den Herren von Wildenau (bei Rübgarten), deren Wappen gleichfalls einen Hirschkopf darstellt. Der Hirschkopf ist noch jetzt das Ortssiegel von Lustnau.
Seine Nachfolger waren Kraft von Lustnau, im 12. Jahrhundert ein Wohltäter des Klosters Hirsau, Walther 1191 und Eberhard 1236. Die beiden letzteren werden in Bebenhauser Urkunden genannt, in denen dieses Geschlecht am häufigsten vorkommt. Öfter wiederkehrende Namen am Ende des 13. Jahrhunderts bis zum Erlöschen des Geschlechts am Ende des 15. Jahrhunderts sind Walther, Konrad, Johannes, Burkhard, Ludwig, Dietrich, Friedrich, Hans, Ostertag und Wilhelm.
Beinamen, wie Specht und Elsenbaum beziehen sich auf den Schönbuch. Der bedeutsamste Beiname ist jedoch die Todten. Laut Martin Crusius war ein Edler von Lustnau als scheinbar tot hinausgetragen und beigesetzt worden, kam aber in der Nacht lebendig zurück mit umgeschlagenem Leichentuch, seine Frau zögerte, ihn aufzunehmen, sie zeugten aber nachher noch fünf Kinder und diese nannte man „die Todten von Lustnau.“